# علي لبيب جبر
ولد علي لبيب جبر بالقاهرة بحي الحلمية الجديدة بالقرب من قلعة صلاح الدين في 14 فبراير 1898م،
- تخرج من مدرسة المهندس خانه عام 1920. 
- وحصل على دبلوم مدرسة العمارة بجامعة ليفربول 1924.
- عمل بالتدريس في قسم العمارة بكلية الهندسة التي تخرج فيها إلى جانب وضع التصميمات المعمارية للمشروعات التي وكلت اليه وقد تولى رئاسة قسم العمارة من عام 1930 حتى استقالته عام 1955 واستمر استاذاً غير متفرغ حتى عام 1961، وهو أول رئيس مصري لقسم العمارة بجامعة فؤاد الأول.
```
وقد قام بدوره الوظيفي في جوانب المعمار وسانده في ذلك العديد من المسئولين عن المؤسسات الوطنية وعلى رأسهم 
طلعت حرب
 لطموحه في إرساء قواعد اقتصادية وطنية عهدت تصميماتها إليه.
```

وكذلك فتح لاستأذنا الطريق كموضع ثقة أمام أزمات المعماريين الوطنية للمشاركة في هذه الحركة المعمارية بعد إن كانت وقفا على الأجانب أو من حكمهم.
توفي علي لبيب جبر في 19 يناير 1966م عن عمر يناهز ثمانية وستون عاما من الفكر والتميز والابداع والعطاء.

## منهجه الفكري
في ظل هذا المناخ تأثر الأستاذ على لبيب جبر محاولا التأكيد على الهوية من وجهة نظره الخاصة، سواء اتفقنا معه أو اختلفنا، ولكن من المؤكد انه عبر بفكره من خلال متابعة مستمرة طوال فترة زمنية طويلة عبر عنها بالاختيار العلماني، وظهر ذلك واضحا في أعماله في اختياره لمدرسة المعمار بالغربية، وظل متابعا لها ومتأثرا بها أثناء تطورها حتى وصل إلى بداية المدرسة الحديثة، ويظهر هذا التطور كليا خلال أعماله لتصميم الفيلات والقصور ووضوح روافدها الغريبة مثل فيلا عبد الرحمن حمادة وفيلا أم كلثوم وفيلا البدراوى وفيلا صافيناز ذو الفقار وربما استند هذا الاتجاه إلى إن أصحاب هذه الأعمال يستهوينهم النموذج الغربي، بل كان هو المفضل والمتمشي مع ذوقهم وطريقة حياتهم. عرف عن استأذنا من عاداته قبل البدء في عملية التصميم ذاتها إن يتعايش مع العاملين فترة زمنية حتى يتفهموا أسلوب حياته وتفكيره ومن ثم يبدأ في التصميم بعد ذلك.

## رأيه في العمل المعماري
العمل المعماري عند أستاذنا هو ذلك العمل المتكامل من جميع نواحيه الفكرية والتطبيقية وقدرة المفردات وتقنياتها الحرفية على إن نعبر عنها، كأعمال النجارة والبياض والحليات والأرضيات وغيرها وهو يختلف عند بعض المعماريين في قضية التأسيس الداخلي للمبنى، وهذا يأتي في مرحلة متقدمة أو متأخرة أو متكاملة مع التصميم.
ولقد اتخذ استأذنا ذلك منهجه الخاص به في هذه القضية باعتبار أن تأسيس المبنى يأتي بعد استكمال التشكيل وكان يضع لنفسه أو يعهد من يثق فيهم من مهندسي التصميم الداخلي تصميم التفاصيل ضمانا لمنهج التكامل الذي يراه.

## المنهج الخاص بالمهندس على لبيب جبر
نبعت القطاعات الأفقية لأعمال استأذنا من وظيفتها الاجتماعية حتى كادت تعبر عن خصائص الحياة اليومية والعلاقات الاجتماعية بين أفراد مستوى هذه النماذج تعبيرا صادقا، ولقد راعى استأذنا الأسس المعمارية التقليدية ولكن بكفاءة عالية وحساسية فائقة من حيث انسياب الفراغات الداخلية وعلاقاتها مع بعضها باستخدام التماثل المحوري في توزيع الفتحات الداخلية وتأثير دراسة القطاع بارتفاعاته ألمختلفة عن وظيفة الفراغ ثم تأتى بعد ذلك دراسته للواجهات باعتبارها الحصيلة المعمارية لهذه الدراسات وفي تعامله مع الواجهات كان له مزاجه الفني الخاص به والذي يميل إلى استخدام تناقض الكتل ما بين الرأسية والأفقية مع مزج ذلك بمسحة كلاسيكية اونيوكلاسيكية.

## موقفه من البناء التراثي
لا يعنى ذلك إن أستاذنا كان رافضا للتيار التراثي الذي تبنته مصلحة المباني الأميرية التابعة لوزارة الأشغال العمومية آن ذلك، والتي كان من روادها المعماريين مصطفى محمود فهمي وعلى فريد وإبراهيم نجيب وغيرهم والتي ظهرت آثار هذا التيار في:
1. مباني محطة مصر.
2. مستشفى الهلال الأحمر (تم هدمها).
3. دار الحكمة (نقابة الأطباء).
4. المركز الرئيسي جمعية الشبان المسلمين (مصر) بشارع رمسيس.
5. مستشفى الجمعية الخيرية الإسلامية بالعجوزة.
6. صالات المعارض بالجزيرة.
7. مجمع المصانع بلاظوغلي.

لم يكن أستاذنا رافضا لهذا التيار الذي أخذ علي عاتقه تحديث وتطوير الموروث الذي يرمى إلى البحث عن النموذج المحلى المعبر وليس بحثا عن تراث كما تراه العين غير المتقنة بل ساهم في هذه الحركة من خلال تصميمه للمباني الدينية فقط والتي عبر عن مجمعة من الاسكتشات الحرة بمضاءة توضيح ملازم مفردات وتفاصيل الموروث من معماري الحقبة الإسلامية والتي تدلك على مدى إحساسه المتعمق بهذا التراث، وليست كمنارة فنية فحسب.

## أعماله
1- نادى ضباط الشرطة بحديقة الزهرية بالجزيرة 
2- مبنى إدارة شركة مصر للغزل والنسيج بالمحلة الكبرى.
3- المصنع الرئيسي لشركة مصر للحرير الصناعي بكفر الدوار.
4- فندق كتراكيت الجديد بأسوان.
5ـ مستشفى الدكتور علي إبراهيم بالدقي.
6- فيللا سيدة الغناء العربي «أم كلثوم» ب الزمالك.

## وصلات خارجية
- موقع الجمعية العربية للعمارة والتصميم ومجلة بناة